# Contraloría General de la República (Bolivia)
La Contraloría General del Estado Plurinacional de Bolivia (hasta 2009 conocida como Contraloría General de la República) es una entidad pública nacional que ejerce control sobre la gestión pública en Bolivia, la Contraloría General se divide en 6 subcontralorías, 4 gerencias nacionales y 9 gerencias departamentales.

## Historia
En 1883 se crea el Tribunal de Cuentas para hacer control de los fondos públicos, que durará hasta 1928 cuando Hernando Siles entonces Presidente de la República crearía una ley que daría nacimiento a la Contraloría General de la República de Bolivia, basándose en un documento "La Reorganización de la Contabilidad e Intervención Fiscal del Gobierno y la Creación de una Oficina de Contabilidad y Control Fiscal" desarrollado por la misión Kemmerer.
La Contraloría General de la República ha ido evolucionando con el tiempo, para pasar de ser una entidad más bien preventiva hasta 1990 (Ley 1178) cuando llega a hacer supervisión y control externo posterior a las administraciones de los organismos públicos del Estado.

## Contralor general
El contralor general es elegido por el Poder Ejecutivo sobre terna propuesta por el Senado y por periodos de 6 años con posibilidad de reelección.
A propuesta del contralor y por decisión del Poder Ejecutivo, le asistirán al contralor un subcontralor general, un interventor general y un contador general.
El actual contralor general es el licenciado en economía Gabriel Herbas Camacho
Contralores
| Contralor                  | Periodo     | Presidente                                                |
| -------------------------- | ----------- | --------------------------------------------------------- |
| Antonio Sánchez de Lozada  | 1982 – 1992 | Hernán Siles Zuazo Víctor Paz Estenssoro Jaime Paz Zamora |
| Marcelo Zalles Barriga     | 1992 – 2002 | Jaime Paz Zamora Gonzalo Sánchez de Lozada Hugo Banzer    |
| Jorge Treviño Paredes      | 2002 – 2005 | Jorge Quiroga Gonzalo Sánchez de Lozada Carlos Mesa       |
| Osvaldo E. Gutiérrez Ortiz | 2005 – 2008 | Eduardo Rodríguez Veltzé Evo Morales                      |
| Gabriel Herbas Camacho     | 2008 – 2016 | Evo Morales                                               |
| Henry Lucas Ara Pérez      | 2016 – 2022 | Evo Morales Jeanine Áñez Chávez Luis Arce Catacora        |

| Contralor                      | Periodo     |
| ------------------------------ | ----------- |
| Mario Candia Navarro           | 1982 - 1982 |
| Antonio Obando Rojas           | 1981 - 1982 |
| Remberto Iriarte Paz           | 1981 - 1981 |
| Adolfo Ustarez Ferreira        | 1980 - 1981 |
| Elías Belmonte Pabón           | 1980 - 1980 |
| Manuel Morales Dávila          | 1979 - 1980 |
| Antonio Obando Rojas           | 1978 - 1979 |
| Eduardo Soriano Badani         | 1978 - 1978 |
| Manuel Mercado Montero         | 1978 - 1978 |
| Walker Humerez Zapata          | 1977 - 1977 |
| Luis Reque Teran               | 1969 - 1970 |
| Eduardo Nava Morales           | 1970 - 1971 |
| Paul Palacios Murillo          | 1971 - 1974 |
| Rolando Kempff Mercado         | 1974 - 1976 |
| Fadrique Muñoz Reyes           | 1976 - 1977 |
| Ricardo Fiorilo Camacho        | 1964 - 1969 |
| Carlos López Rivas             | 1959 - 1964 |
| René Trigo P.                  | 1947 - 1952 |
| Miguel Ángel Céspedes Carvallo | 1944 - 1946 |
| José Alcides Molina            | 1940 - 1944 |
| Teddy Hartman                  | 1939 - 1940 |
| Pablo E. Ascimani Hurtado      | 1937 - 1939 |
| Jorge Zarco Kramer             | 1935 - 1937 |
| Manuel Prudencio               | 1935 - 1935 |
| Federico Gutiérrez             | 1934 - 1935 |
| Mamerto Querejazu              | 1934 - 1934 |
| Eduardo López                  | 1930 - 1934 |
| Roberto Villanueva             | 1929 - 1930 |